# The Paths of King Nikola
The Paths of King Nikola era una corsa a tappe maschile di ciclismo su strada che si svolse in Montenegro, dal 2002 al 2010 nel mese di marzo o aprile. Dal 2005 al 2010 fece parte del calendario dell'UCI Europe Tour come prova di classe 2.2.

## Albo d'oro
Aggiornato all'edizione 2010.
| Anno | Vincitore       | Secondo             | Terzo              |
| ---- | --------------- | ------------------- | ------------------ |
| 2002 | Ivan Denobile   | Miroslav Keliar     | Martin Čotar       |
| 2003 | Radoslav Rogina | Mitja Mahorič       | Valerij Kobzarenko |
| 2004 | Massimo Demarin | Tomislav Dančulović | Sebastian Skiba    |
| 2005 | Mitja Mahorič   | Hrvoje Miholjević   | Valter Bonka       |
| 2006 | Radoslav Rogina | Vladimir Koev       | Mitja Mahorič      |
| 2007 | Mitja Mahorič   | Vlado Kerkez        | Oleksandr Kvačuk   |
| 2008 | Mitja Mahorič   | Kristjan Fajt       | Pavel Šumanov      |
| 2009 | Radoslav Rogina | Peter Sagan         | Sergej Kolesnikov  |
| 2010 | Vladimir Koev   | Robert Nagy         | Nazar Žumabekov    |